# Hermann-Josef Dusend
Hermann-Josef Dusend (* 21. Dezember 1926 in Kleinenbroich; † 19. Januar 2009) war ein deutscher Kommunalpolitiker und ehrenamtlicher Landrat (CDU).

## Leben und Beruf
Nach dem Schulbesuch und einer kaufmännischen Ausbildung war Dusend von 1948 bis 1970 als kaufmännischer Angestellter im Maschinenbau beschäftigt. Anschließend war er beim Verband der katholischen Kirchengemeinden Neuss und beim Caritasverband als Direktor tätig. Er war verheiratet und hatte drei Kinder.
Dem Kreistag des Rhein-Kreises Neuss gehörte er nach der Gebietsreform ab 4. Mai 1975 bis 2004 an. Vom 18. Oktober 1989 bis 1999 war er Landrat des Rhein-Kreises Neuss. Dem Stadtrat der Stadt Neuss gehörte er von 1969 bis 1989 an.
Dusend war in verschiedenen Gremien des Landkreistages Nordrhein-Westfalen tätig.

## Sonstiges
Am 21. Dezember 1983 wurde ihm das Bundesverdienstkreuz am Bande verliehen. Den Verdienstorden des Landes Nordrhein-Westfalen erhielt Dusend am 16. März 2006.